# Webzen Games
Webzen Games Inc o Webzen és una empresa publicadora de videojocs situada a Corea. Els seus dos millors videojocs poden ser Mu Online i SUN. El seu videojoc multijugador es diu Huxley i es llançarà el 2007. Webzen publicarà un videojoc sense nom encara del tipus MMORPG de Red 5 Studios. 

## Videojocs
- MU Online
- Soul of the Ultimate Nation (SUN) ( Arxivat 2007-05-27 a Wayback Machine.)
- Parfait Station (TBA Arxivat 2007-07-16 a Wayback Machine.)
- WIKI (TBA Arxivat 2007-05-19 a Wayback Machine.)
- Huxley
- All Points Bulletin (TBA Arxivat 2007-05-25 a Wayback Machine.)